# 黑龙江路
黑龙江路，是南京市鼓楼区的一条道路，东起中央路，西至钟阜路，以黑龙江省为名。1929年按《首都计划》修建，1930年10月3日国民政府第九十六次国务会议上定名为黑龙江路。1998年5月，被南京市市政公用局定位为市区支路。